# Sint Nicolaas-Noord Other
Sint Nicolaas-Noord Other, San Nicolas-North Other – strefa (zone) w regionie Sint Nicolaas-Noord w południowej części kraju autonomicznego Aruba, należącego do Holandii, w Ameryce Południowej. 1 stycznia 2020 r. liczyła 47 mieszkańców. Jest najmniejszą strefą w regionie. 

## Podział administracyjny
W skład strefy nie wchodzi żadna miejscowość.

## Demografia
Strefa liczy 47 mieszkańców (1 stycznia 2020).
| Kobiety | Mężczyźni |
| ------- | --------- |
| 23      | 24        |